# 歩行器

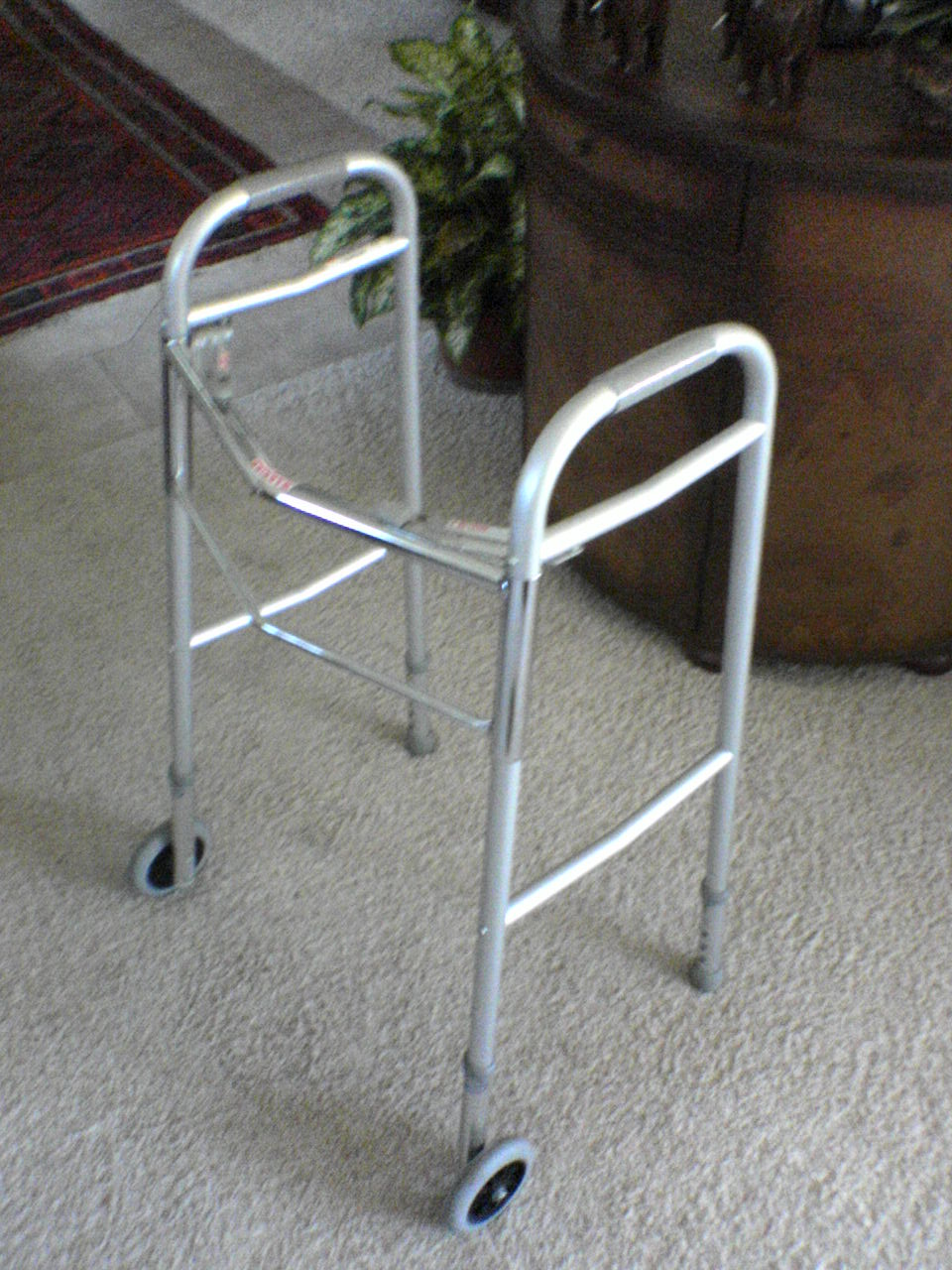
固定式前輪キャスター(ロレーター型)の歩行器

歩行器（ほこうき）とは、人の歩行を補助するための機器であり、歩行補助機器(Mobility aids)の一種。介助用のものは安定した姿勢の保持と転倒の防止が見込めるが、両手の使用に支障がないことが前提である。乳幼児用のものは遊びの一環として使用される遊具として扱われるようになっている。

## 乳幼児用

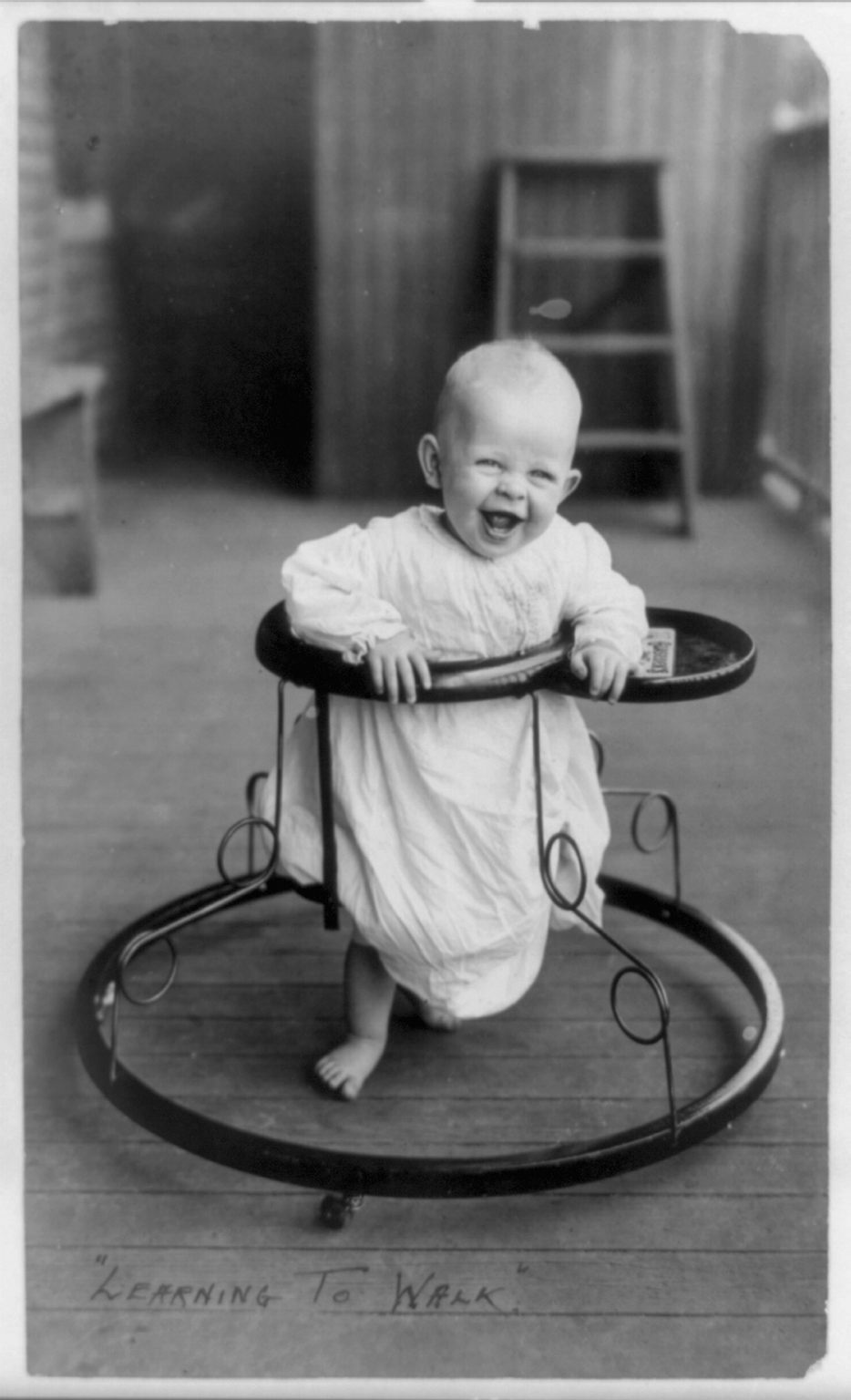
乳幼児用歩行器

乳幼児用歩行器はかつては歩く練習のための器具とされていたが、歩くための筋肉が未発達の段階での使用は関節に負担がかかりすぎると指摘されている。歩行器を用いて訓練をしたからと言って早く歩ける様にはならず、それどころか逆に自立歩行が遅くなる可能性や、安全な転び方(パラシュート反射、尻餅)も学べずに大けがをする場合もあり、苦労してのはいはい、伝い歩きなどという正常な成長過程を経ないことによる悪影響も懸念され、アメリカでは販売が禁止されているものである。 アメリカではベビーカーが使われている。
日本では遊びの一環として使用される遊具として扱われるようになっている。ただし転倒や転落による事故例が多い。そのため平坦かつ広く、特に転落の危険が無く、また、床面だけでなく上方も含めて危険なものの無いスペースを確保し、歩行器には安全性の高いものを選択し、乳幼児に充分な休息を取らせることを心がけた上であれば、保護者の厳密な管理下のもとで、使用しても良いとされる。SGマークの付いた歩行器の対象は、7ヵ月 - 15ヵ月、身長748mm、体重9.3kgまでの乳幼児である。
なお、乳幼児用歩行器は、高橋誠、山越憲一らによれば、手掌支持型パラレルウォーカー、前腕支持型パラレルウォーカーなどに分類できる。

## リハビリテーション用
脳血管障害や脊髄損傷など何らかの原因で歩行障害となった場合のリハビリテーションに用いられる。通常、車いす、平行棒訓練についで歩行器によるリハビリが行われ、ついで杖による歩行訓練に移行する。
主として医療機器の一種とみなされ、使用、購入は医師（または医師が指名した療法士など）の指図により行われるため、各種医療保険、生命保険や自賠責保険の補填対象となりうる。

## 介護用

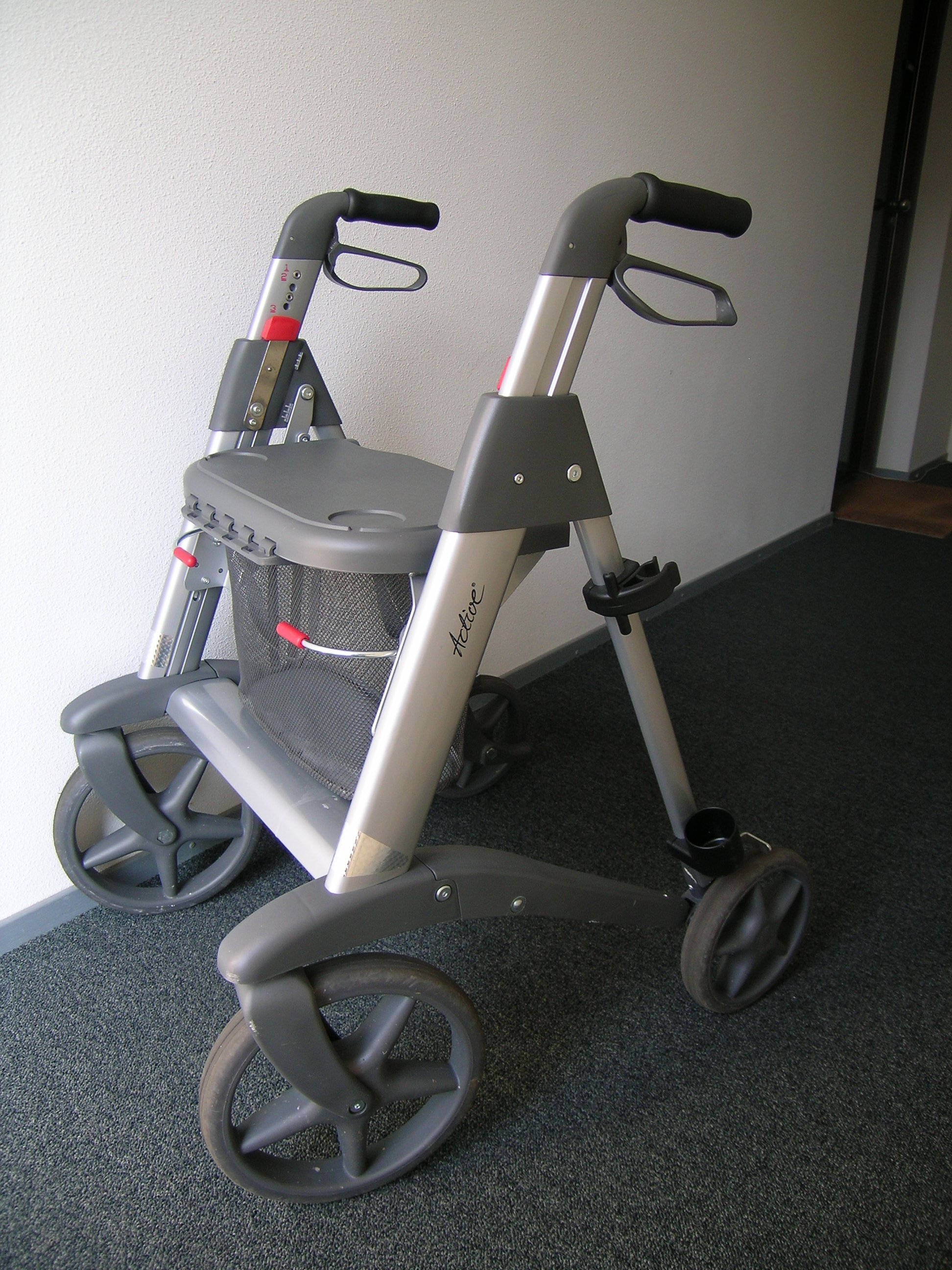
車輪付き歩行器。ブレーキ付。

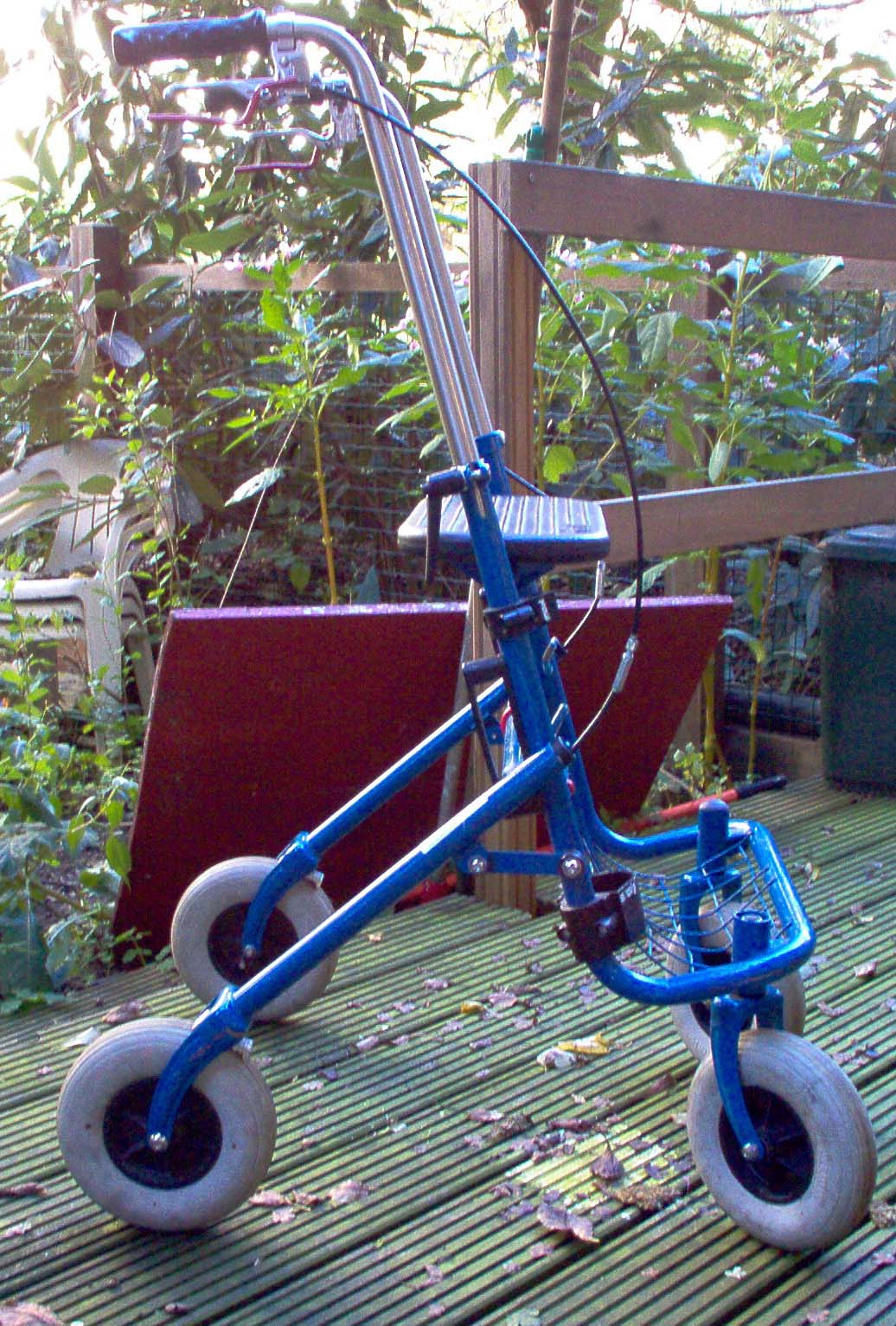
車輪付き歩行器。ブレーキ付。

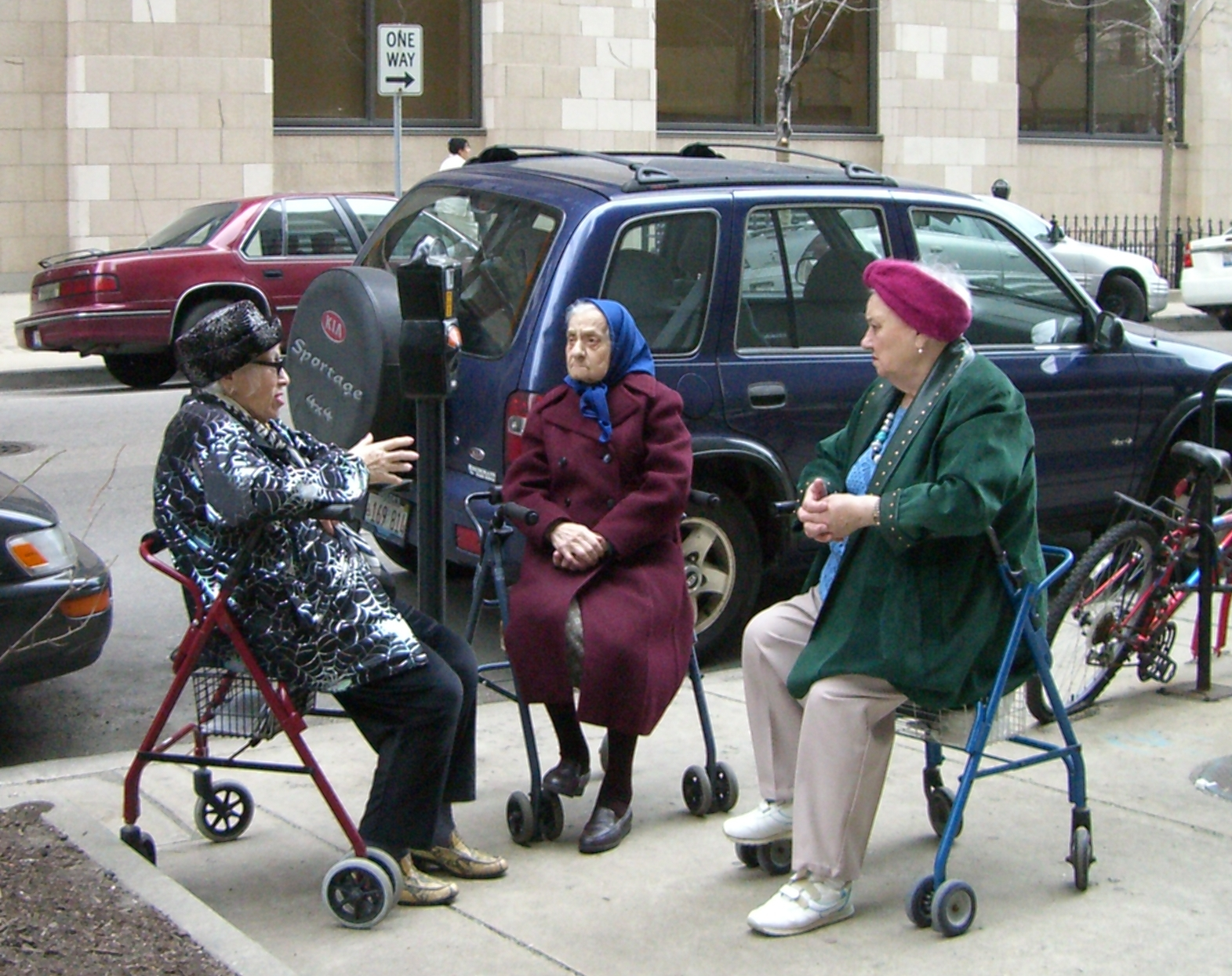
歩行器に腰掛け談笑する老婦人。

歩行器は杖や松葉杖といった他の歩行補助機器と比較して、より大きな体重を担うことのできる機器であり、重篤云々
また、歩行器は病院など平坦な環境で使用される事が前提のものと、そうでない、一般的な環境で使用され得るものに大別できる。2001年現在、特に規格や定義などは定まっていない。1994年の資料では、価格は3万円台から6万円程度である。

### 種類
歩行器の分類は 山越憲一 『健康・福祉工学ガイドブック』 (2001) を参考にした。
四脚歩行器
4本の脚のあるタイプであり、固定型と交互型に分けられる。固定型のものは、まず歩行器を一歩前に出し、しかる後に片足ずつ歩行器の位置まで足を進める作業を繰り返して前進する。
ロレーター型
典型的には、4本の脚の内、前方の2本がキャスターであるもの。二輪式歩行器とも。バランス障害の程度の低い人や、屋内での使用に向く。
小車輪付き歩行器または歩行車
3本または4本の脚、全てにキャスターがついているもの。掌でグリップするものと、前腕支持型に分けられる。自転車の様なブレーキが付いているものも多い。 次のシルバーカーとの相違点は、歩行の補助を主眼としており、ある程度体重を掛けられる設計になっており、介護保険の対象。

### 歩行器と区別されるもの
歩行器と区別されるものに手押し車 (シルバーカー)がある。いわゆるシルバーカー、歩行車であり、足腰が弱った高齢者または病弱者が任意に使用するものと言う建前のものである。これもブレーキのついているものが多い。ただしこれは歩行補助の目的ではなく体重を掛ける設計になっていない。原則的に体重をかけやすい、または腰掛けやすい形状をした荷物運搬用手押し車に過ぎず、自立歩行の困難な人に対する補助としては使用できない。介護用ではない歩行補助車の一種であり、介護保険の対象外である。
詳しくは「シルバーカー#注意点」を参照。

### 主として乳幼児用
- Arlene Eisenberg 他著 井上裕美、長谷川充子 監修、訳 『月別の産後一年間子育て事典』 メディカ出版 2004年3月
- オフィスクリオ 『ママも安心! 赤ちゃんグッズのじょうずな選び方』 メイツ出版 2007年10月
- 汐見稔幸 榊原洋一 中川信子 『はじめて出会う育児の百科 0 - 6歳』 小学館 2003年12月
- 東山宗宏 高橋悦二郎 編 『新育児百科』 主婦と生活社 1984年11月 (ページ番号は1991年2月版準拠)
- 松田道雄 『最新 育児の百科』 岩波書店 1967年11月 (出典のページ番号は1997年7月版準拠)
- 五十嵐隆 監修 『新版 育児大全科 - 赤ちゃんとの毎日がもっともっと楽しくなる』 主婦の友社 2010年3月

### 主として大人用
- 下正宗 監修 『最新目で見る介護のしかた全ガイド - ヘルパー、家族のための手引書』成美堂出版 2006年7月
- 天本宏、野村歡、山崎摩耶 監修 『おとしよりの在宅ケア』 日本放送出版協会 1995年3月
- 山越憲一 編著 『健康・福祉工学ガイドブック』 工業調査会 2001年7月 (p.156、p.163 歩行器全般について)、(p.579 ロレーター型、歩行車について)